# Frenk Jiszochor Ber
Frenk Jiszochor Ber (? – 1845) rabbi

## Élete
A pozsonyi hitközségnél volt rabbi és metsző a 19. század első évtizedeiben. Több könyvet adott ki, nevezetesen: Megilasz Matiszjóhu, a Makkabeusok könyvének német fordításával (Bécs, 1822); Chut hamsulos, a cicisz és tefilin törvényei (Bécs, 1825); Or emunó, bibliai elbeszélések asszonyok és gyermekek részére (Bécs, 1825); Máté Móse, elbeszélések (Pozsony, 1834); Machane Jiszroél, asszonyi törvények (Bécs, 1836); Machané Lévi, elbeszélések (Bécs, 1842).